# 서수 (언어학)
서수(序數)(ordinal)는 언어학에서 순서를 나타내는 수의 쓰임방식이다. 첫째, 둘째, 셋째 또는 첫번째, 두번째, 세번째 등으로 쓰인다. 수학의 유한순서수에 대해 특별한 다른 이름을 부여했다고 할 수 있다.

## 같이 보기
- 순서수
- 순서형 데이터